# Gutiérrez (Caraparí)
Gutiérrez ist eine Ortschaft im Departamento Tarija im südamerikanischen Anden-Staat Bolivien.

## Lage im Nahraum
Gutiérrez ist eine Ortschaft im Kanton Itaú im Municipio Caraparí im südwestlichen Teil der Provinz Gran Chaco. Die Ortschaft liegt am rechten, westlichen Ufer des Río Itaú auf einer Höhe von 553 m zwischen dem Höhenzug der Serranía Aguaragüe im Osten und der Serranía Itaú im Westen.

## Geographie
Gutiérrez liegt zwischen den östlichen Voranden-Ketten und dem Tiefland des subtropischen Gran Chaco, der sich über Nordwest-Paraguay, Nordost-Argentinien und Südost-Bolivien erstreckt. Das Klima ist subtropisch mit heißem feuchten Sommer und mäßig warmem und trockenen Winter.
Die Jahresdurchschnittstemperatur liegt bei knapp 22 °C (siehe Klimadiagramm Yacuiba), die durchschnittlichen Monatswerte schwanken zwischen 15 °C im Juni/Juli und 26 °C im Januar. Der Jahresniederschlag beträgt knapp 1100 mm, bei einer viermonatigen Trockenzeit von Juni bis September mit Monatsniederschlägen unter 15 mm und einer Feuchtezeit von Dezember bis März mit 160–200 mm Monatsniederschlag.

## Verkehrsnetz
Gutiérrez liegt in einer Entfernung von 320 Straßenkilometern östlich von Tarija, der Hauptstadt des Departamentos.
Durch Tarija führt die Nationalstraße Ruta 1, die von Desaguadero an der peruanischen Grenze kommend den gesamten Altiplano durchquert und über die Großstädte El Alto, Oruro, Potosí und Tarija nach Bermejo an der argentinischen Grenze führt. Acht Kilometer südlich von Tarija zweigt von der Ruta 1 in östlicher Richtung die Ruta 11 nach Palos Blancos ab. Von dort führt die Ruta 29 nach Süden über Caraparí nach Campo Pajoso.
Drei Kilometer südöstlich von Caraparí zweigt von der Ruta 29 in südwestlicher Richtung die 169 Kilometer lange Ruta 33 ab, die über San Alberto und Campo Largo nach Gutiérrez und weiter nach Bermejo an der argentinischen Grenze führt und von dort über die Ruta Nacional 50 mit den nordargentinischen Städten Aguas Blancas und Pichanal verbunden ist.

## Bevölkerung
Die Einwohnerzahl der Ortschaft ist im vergangenen Jahrzehnt geringfügig angestiegen:
| Jahr | Einwohner   | Quelle       |
| ---- | ----------- | ------------ |
| 1992 | keine Daten | Volkszählung |
| 2001 | 75          | Volkszählung |
| 2012 | 88          | Volkszählung |
| 2024 |             | Volkszählung |